# Patrycja Michalczyk
Patrycja Michalczyk (ur. 24 listopada 1997) – polska piłkarka, występująca na pozycji obrońcy. Reprezentantka Polski i zawodniczka GKS-u Katowice.
Na rozegranych w czerwcu 2013 roku Mistrzostwach Europy do lat 17 zdobyła wraz z reprezentacją Polski U-17 złote medale.

## Życiorys
Urodziła się 24 listopada 1997. Jest wychowanką klubu MKS Nysa Kłodzko, w którym grała w męskich drużynach młodzików, trampkarzy i juniorów młodszych.
W 2013 roku zmieniła klub, dołączając do AZS Wrocław. Podczas trzech sezonów w ekstralidze rozegrała 33 spotkania i strzeliła 4 bramki. We wrześniu 2015 roku, podczas meczu reprezentacji Polski U19 zerwała więzadło krzyżowe, przez co pauzowała prawie do końca sezonu: powróciła w czerwcu podczas turnieju finałowego Mistrzostw Polski U19 gdzie wspólnie z AZS Wrocław zdobyła złoty medal.
W 2016 roku przeniosła się do MKS Olimpii Szczecin. W 2022 roku Olimpia Szczecin przekształciła się w Pogoń Szczecin.
Po raz pierwszy wystąpiła w seniorskiej reprezentacji Polski kobiet w przegranym 1:0 ze Słowacją 14 czerwca 2019 roku.
W czerwcu 2024 roku poinformowano o podpisaniu dwuletniej umowy między Patrycją Michalczyk a GKS-em Katowice, w którym występuje z numerem 3. W drużynie zadebiutowała 17 sierpnia 2024 roku w wygranym 7:0 meczu z CWKS Resovią Rzeszów. Na boisko weszła wówczas w 58. minucie.

## Sukcesy

### Klubowe

#### AZS Wrocław
- Mistrzostwa Polski Juniorek (U-19) 2014: srebrny medal
- Mistrzostwa Polski 2014: brązowy medal
- Puchar Polski: srebrny medal 2014[12]
- Mistrzostwa Polski Juniorek (U-19) 2015: brązowy medal
- Mistrzostwa Polski Juniorek (U-19) 2016: złoty medal

#### Pogoń Szczecin
- Mistrzostwa Polski 2024: złoty medal[13]

### W reprezentacji

#### Reprezentacja Polski U-17
- Mistrzostwa Europy 2023: złoty medal[9]

### Inne

#### Kadra Dolnego Śląska U-16
- Mistrzostwo Polski Ogólnopolskiej Olimpiady Młodzieży[14]